# 南海放送
南海放送株式會社（日语：／ Nankai Hōsō */?），通稱南海放送、RNB（取自其舊公司名的英文Radio Nankai Broadcasting），是日本的一家以愛媛縣為播出範圍的廣電兼營台，也是愛媛縣唯一的廣電兼營台。南海放送的廣播服務於1953年10月1日開播，識別呼號為JOAF，是JRN和NRN聯播網成員。電視服務於1958年12月1日開播，識別呼號為JOAF-DTV，遙控器號碼是4頻道，是NNN及NNS聯播網成員。

## 資本構成
下表列出2021年3月31日時南海放送的主要股東：
| 資本金         | 發行股份總數 | 股東數 |
| -------------- | ------------ | ------ |
| 3億6,000萬日元 | 7,200股      | 262    |

| 股東                 | 持股數 | 比例  |
| -------------------- | ------ | ----- |
| 南海放送從業員持股會 | 497股  | 6.90% |
| 愛媛新聞社           | 424股  | 5.89% |
| 明治安田生命保险     | 380股  | 5.28% |
| 伊予銀行             | 359股  | 4.99% |
| 愛媛銀行             | 359股  | 4.99% |
| 伊予鐵道             | 346股  | 4.81% |
| 伊予Total Service    | 300股  | 4.17% |
| 井關農機             | 240股  | 3.33% |
| 愛媛縣政府           | 200股  | 2.78% |
| 日本電視台           | 200股  | 2.78% |

## 歷史
1950年「電波三法」（《電波法》、《放送法》、《電波監理委員會設置法》）成立之後，中國、四國地方亦出現了中國放送、四國放送兩家民營電台，但愛媛縣最初對設立民營電台無動於衷。直到1952年時任愛媛新聞社社長平田陽一郎在視察歐洲時，急令愛媛新聞社申請獲得民營電台執照，愛媛遂開始有申請設立民營電台的運動:2-3。1953年8月1日，南海電台（ラジオ南海）獲得預備執照:6，並於10月1日早晨5時45分正式開始播出，成為日本第21家民營電台:8-9。在開播當月，南海電台就轉播了第8屆國民體育大會，是民營廣播首次轉播國民體育大會:9-11。開播一年內，南海電台就實現盈利:19-20。
1955年11月23日，南海電台申請獲得電視播出執照:22，並和NHK共同修建了電視訊號發射塔:22-23。南海電台的電視部門在開播前決定加入日本電視台的聯播網，但也播出部分TBS電視台、富士電視台、日本教育電視台的節目:26-28。1958年12月1日上午11時，南海電台開始播出電視節目，成為日本第13家民營電視台:30-31。為自製節目，南海電台電視部門在開播之初就修建了攝影棚，是中國、四國地方第一家在開播時即設有攝影棚的民營電視台:28-30。隨著電視部門的迅速成長，南海電台將公司名稱改為南海放送。1959年8月，南海放送的電視部門收入超過廣播部門:43。1961年12月至1962年5月，南海電台的電視部門收入已經是廣播部門的3.7倍:43。1961年，南海放送在新居濱、八幡濱、宇和島三地設立電視轉播站，電視訊號基本覆蓋愛媛全縣:44-45。1962年3月30日，南海放送工會發起罷工，導致被迫停播24小時:48-50。
南海放送在1960年決定在松山市道後購買土地，用於修建放送會館，並為此發行新股:54-55。1964年3月，南海放送會館竣工。這座建築地下有4層，地上有1層，總樓面面積4,459平方公尺:58。同年9月28日，南海放送開始播出彩色電視節目:62。南海放送在1966年加入NNN，加強了和日本電視台的關係:76-77。南海放送在1968年實現了首次海外取材，採訪在東南亞各地活躍的愛媛人:82-84。1969年，南海放送電視實現全天無中斷播出:84。翌年南海放送實現自製節目全部彩色化:78。
1976年，南海放送本町會館竣工，成為松山市主要文化設施之一:100-103。1980年，南海放送導入了完全週休二日制:77-78。南海放送在1987年至1988年修建了放送會館新館，其二層是新聞中心，令南海放送的新聞節目製作能力有大幅提高:159-160。南海放送還在1989年導入了衛星新聞轉播（SNG）系統，新聞採訪的機動性因此大幅提高:168-169。1988年開始，南海放送轉播愛媛馬拉松:166-168。
1990年代初期，隨著日本泡沫經濟崩潰，加上愛媛縣第三家、第四家民營電視台相繼開播，南海放送面臨的競爭比以往大幅激化:190-193。1992年10月至1993年9月，南海放送的營業額比前一年度減少7.77億日元:198。南海放送亦因新台開播而不再播出TBS電視台及朝日電視台的節目，並停止轉播全國高等學校棒球錦標賽的愛媛縣內預選賽:192-195。1994年開始，憑藉核心局日本電視台的高收視率，南海放送連續9年獲得收視率三冠王:197。1999年，南海放送電視部門實現24小時播出，是當時愛媛縣唯一實現24小時播出的電視台:217-218。
南海放送在開播50週年的2003年啟用新商標:286。2006年10月1日，南海放送開始播出數位電視訊號，並於2011年7月24日停止播出類比電視訊號:273-274。在開始播出數位電視的同時，南海放送決定將總部搬遷至本町會館，並在本町會館的屋頂修建鐵塔:276。2006年8月1日，南海放送總部遷入本町會館。 至2017年度，南海放送連續9年獲得家庭收視率三冠王。2022年，南海放送亦獲得個人及家庭收視率的三冠王。2022財年的個人收視率則連續三年獲得三冠王

## 廣播部門
開播之初，南海電台每日播出16小時45分的節目，其中約12小時節目是自製節目:12。開播初期，南海電台除了新聞節目之外，亦積極製作廣播劇:16-17、公開錄音節目:17-18。在電視普及之後，廣播從家庭各成員一起收聽的媒體轉型為個人收聽的媒體。南海放送廣播也因此製作了面向特定聽眾的節目，以獲得新聽眾:72-73。1965年，南海放送加入JRN:75-76。南海放送廣播自1960年代後期開始製作了眾多面向年輕聽眾的節目:91-92。1979年，南海放送廣播加入NRN，進一步強化節目來源:130。
2012年開始，南海放送廣播開始在radiko上提供服務。2014年，南海放送廣播劇《風之男～BUZAEMON～》獲得日本民間放送聯盟賞全國最優秀賞。同年南海放送成為日本首個開始AM、FM同時播出的民營電台。

## 電視部門
南海電台電視在開播之初即每週製作3個地方節目（《Close-up》、《鄉土之窗》、《今晚食譜》），均為每週播出一次的15分節目:33。開播一週年之際，南海電台電視曾製作過《電視婚禮》節目:38。1969年，南海放送開始在週日早晨製作大型資訊節目《南海週日8》（なんかいサンデー8）:81-82。1984年，南海放送開始播出帶狀自製資訊節目《資訊中心 The Sketch》（情報センター　ザ・スケッチ）:147-148。南海放送目前的週末自製資訊節目有在週六上午播出的《Beans》；以及自1991年開始在週日中午播出的長壽節目《新鮮電視70》:182-183。
南海電台電視最初的地方新聞節目是在每週日晚間播出的《南海週間電視新聞》:36。1972年開始，南海放送的地方新聞節目開始有主播登場播報新聞:84-85。1976年，南海放送開始播出《南海廣角新聞today》，將地方新聞節目時間延長至30分:106-107。南海放送在1986年開始播出時長達一小時的帶狀地方新聞節目《南海NEWS5-30》，是播出達18年的長壽節目:152-154。現在南海放送在平日傍晚播出的新聞節目是《News Ch.4》，自2009年開始播出。
1973年至1998年期間，南海放送曾長期為愛媛縣教育委員會製作教育節目:89-91。南海放送在1978年播出的開播25週年紀念電視劇《我的哥哥是小杜鵑》（わが兄はホトトギス）獲得了藝術祭優秀賞，也是南海放送第一個獲得藝術祭優秀賞的作品:118-120。1980年代初期，南海放送製作的紀錄片《傳承至子的歌聲》（父から子への歌声）、《分歧點 1982新居濱》（分岐点　1982新居浜）、《玩泥的孩子的歌》（どろんこのうた）等節目接連在藝術祭獲獎:131-135。1998年開始，南海放送和NNN在中國·四國地方的另外六個成員（廣島電視台、山口放送、日本海電視台、四國放送、西日本放送、高知放送）共組「中四國彩虹網」（中四国レインボーネット），共同製作節目:250-251。2011年，南海放送製作的《The 書道Girls》（ザ・書道ガールズ～涙の１８０日！女子高生たちの甲子園）獲得了亞太廣播聯盟獎。

## 註释
1. ↑  「三冠」指全日（6:00-24:00）、黃金時間（19:00-22:00）、晚間時段（19:00-23:00）三個時段皆獲得收視率第一。

## 外部連結
- RNB 南海放送 （页面存档备份，存于）
- YouTube上的南海放送頻道
- 南海放送wit廣報部的X（前Twitter）
- 南海放送電台的X（前Twitter）
- 南海放送【官方】的Facebook專頁
- 南海放送官方的Instagram帳戶

33°50′27″N 132°45′30.5″E / 33.84083°N 132.758472°E